# Tribolonotus gracilis
Tribolonotus gracilis är en ödleart som beskrevs av de Rooij 1909. Tribolonotus gracilis ingår i släktet Tribolonotus och familjen skinkar. Inga underarter finns listade i Catalogue of Life.
Arten förekommer på Nya Guinea och kanske på Amiralitetsöarna. Honor lägger ägg. Denna ödla lever i låglandet och i bergstrakter upp till 1000 meter över havet. Den vistas i regnskogar och besöker odlingsmark. Individerna gräver ofta i lövskiktet.
Några exemplar fångas och säljs som terrariedjur. Hela populationen bedöms som stor. IUCN listar arten som livskraftig (LC).